# Херлихи, Тим
Тим Херлихи (англ. Tim Herlihy; род. 9 октября 1966) — американский киноактёр, кинопродюсер, сценарист и автор шоу на Бродвее.
Херлихи родился в Бруклине, Нью-Йорке. Он окончил школу бизнеса Стерна и юридическую школу при Нью-Йоркском университете в 1988 году и 1992 году, соответственно. Он часто сотрудничает с Адамом Сэндлером. Сэндлер играл персонажа в Saturday Night Live по имени «парень Херлихи», названного в честь Тима Херлихи.

## Фильмография

### Сценарист
- Saturday Night Live (1993—2000)
- Билли Мэдисон (1995)
- Счастливчик Гилмор (1996)
- Певец на свадьбе (1998)
- Маменькин сыночек (1998)
- Большой папа (1999)
- Никки, дьявол-младший (2000)
- Миллионер поневоле (2002)
- Сказки на ночь (2008)
- Одноклассники 2 (2013)
- Пиксели (2015)
- Нелепая шестёрка (2015)

### Актёр
- Билли Мэдисон (1995) — архитектор
- Певец на свадьбе (1998) — бармен Руди
- Большой папа (1999) — поющий кенгуру
- Миллионер поневоле (2002) — пожарный
- Клик: С пультом по жизни (2006) — доктор
- Сказки на ночь (2008) — молодой Бэрри Ноттингем
- Одноклассники (2010) — пастырь

### Продюсер
- Saturday Night Live (1997—2000) (продюсер)
- Управление гневом (2003) (исполнительный продюсер)
- Всё или ничего (2005) (исполнительный продюсер)
- Клик: С пультом по жизни (2006) (исполнительный продюсер)
- Одноклассники (2010) (продюсер)

### Саундтрек
- Певец на свадьбе (1998) (автор: «Grow Old with You»)
- Большой папа (1999) (исполнитель: «The Kangaroo Song»)
- 50 первых поцелуев (2004) (автор: «Forgetful Lucy»)

## Бродвей
- Певец на свадьбе (2006) (сценарист/продюсер)